# Miguel Chijiwa
Miguel Chijiwa (千々石ミゲル, Chijiwa Migeru, 1569? – 23 janvier 1633) est un des membres de la première délégation japonaise en Europe, également appelée ambassade Tenshō. Selon la tradition, il abandonne la foi chrétienne par la suite, mais la découverte probable de sa tombe permettrait d'infirmer cette réputation d'apostat.
À son retour au Japon, après avoir quitté les Jésuites, il se fait appeler Seizaemon et entre au service d’Ōmura Yoshiaki. En 1606, il s’installe à Arima et Nagasaki, se marie et a quatre enfants.

## Tombe
En 2003, Eiichi Miyazaki, un érudit local découvre une tombe à Ikiriki dans la ville d’Isahaya près de Nagasaki qui serait celle de Genba, le quatrième fils de Miguel Chijiwa. La date de 1633 y est gravée, ainsi que deux noms bouddhiques posthumes, et, au verso, le nom de Chijiwa Genba. Selon la coutume, il serait le commanditaire de la tombe et non son occupant. Au contraire, les deux noms gravés font penser qu'un couple y serait enterré.
En 2021, la tombe est fouillée. Elle contient un cercueil de bois de 1,4 m. de longueur avec les restes de deux personnes, un homme et une femme, qui sont sans doute Miguel Chijiwa et son épouse. En outre, des perles et des morceaux de verre sont trouvés près des corps, ce qui est généralement un marqueur de tombe chrétienne.